# Акино, Бенигно (старший)
Бенигно Симеон «Игно» Акино-старший (таг. Benigno Simeon "Igno" Aquino, Sr.; 3 сентября 1894 — 20 декабря 1947), также известный как Бенигно Акино-старший — филиппинский политик, спикер парламента Второй Филиппинской республики с 1943 по 1944 годы. Его внук Бенигно Акино III был президентом Филиппин с 2010 по 2016 годы.

## Биография
Родился в Мурсии (ныне — Консепсьон), провинция Тарлак, в семье Сервильяно Акино и Гуадалупе Камбао. У него было два родных брата — Гонсало (1893) и Амандо (1896), и сводный брат, Эрминио (р. 1949). Окончил католический колледж в Маниле и впоследствии — Университет Святого Томаса, где он получил диплом юриста в 1913 году, а на следующий год был принят в коллегию адвокатов.
В 1923 году Бенигно Акино получил от отца 1200 гектаров земли в окрестностях Консепсьона и при финансовой поддержке зятя, Мануэля Уркико, создал ферму и сахарный завод, после чего сочетал адвокатскую практику с предпринимательской деятельностью и был известен в округе как «юрист по профессии, фермер по роду занятий».
В 1919 году Акино был впервые избран в палату представителей парламента Филиппин от 2-го округа провинции Тарлак, в 1922 и 1925 годах переизбирался по этому же округу. В 1928—1934 годах был сенатором Филиппин (1931—1934 — лидер большинства в Сенате). В 1931 году входил в состав делегации, которая вела переговоры с правительством США о предоставлении независимости Филиппинам. В 1935 году снова избран членом палаты представителей от 2-го округа провинции Тарлак и представлял округ до 1938 года. В 1938 году президент М. Кесон назначил Б. Акино министром сельского хозяйства и торговли, эту должность Акино занимал до 1941 года. В должности министра Акино проводил курс на защиту природных ресурсов страны, поддержку филиппинских товаропроизводителей, механизацию сельского хозяйства, содействие внешней торговли Филиппин. Свою зарплату министра он жертвовал на благотворительные нужды, в частности, приюту Сан-Хосе.
Во время японской оккупации Филиппин Б.Акино возглавил прояпонскую ультраправую партию KALIBAPI (единственную политическую партию, разрешённую оккупационными властями) и стал одним из двух заместителей председателя комиссии по подготовке независимости Филиппин Х. Лауреля. После провозглашения в 1943 марионеточной Второй Филиппинской республики Б. Акино был избран спикером Национальной ассамблеи (парламента).
В декабре 1944 года, ввиду успешного наступления филиппинских и американских войск против японской армии, правительство Второй Филиппинской республики, включая Акино, переехало сначала в Багио, а оттуда — в Японию, где после капитуляции Японии было арестовано американскими оккупационными властями и помещено в тюрьму Сугамо. 25 августа 1946 года Б. Акино был доставлен обратно на Филиппины и предан суду по обвинению в государственной измене. На суде Акино сделал заявление о непричастности к государственной измене и подал прошение об освобождении под залог. 11 сентября 1946 года он был временно выпущен из тюрьмы, после чего жил в Консепсьоне.
К 1947 году Акино сблизился с тогдашним президентом Мануэлем Рохасом и был готов вернуться к политической деятельности. Но Рохас находился под сильным влиянием властей США, которые увязывали финансовую помощь Филиппинам с недопущением в политику «коллаборационистов», поэтому возвращение Б. Акино в политику не состоялось.
20 декабря 1947 года Б. Акино умер в Маниле от сердечного приступа во время просмотра матча по боксу. Через четыре дня после его кончины дело по обвинению в государственной измене против него было закрыто.

## Личная жизнь
В мае 1916 года он женился на Марии Уркико, в этом браке у него было два сына и две дочери. После смерти Марии в 1928 году, Б.Акино в 1930 году женился на своей троюродной сестре, Aуроре Акино (девичья фамилия), в этом браке у него было семеро детей — Мария Аурора, Бенигно, Мария Герарда, Мария Гуадалупе, Агапито, Поль и Мария Тереза.